# Krzysztof Janiszowski
Krzysztof Bohdan Janiszowski (ur. 29 kwietnia 1947 w Warszawie) – polski profesor doktor habilitowany nauk technicznych, specjalista w zakresie automatyki przemysłowej, identyfikacji obiektów dynamicznych i sterowania robotów, profesor Wydziału Mechatroniki Politechniki Warszawskiej.

## Życiorys
Absolwent VI Liceum Ogólnokształcącego im. Tadeusza Reytana w Warszawie (1964). W latach 1964–1970 studiował na Wydziale Elektrycznym Politechniki Warszawskiej, uzyskując tytuł zawodowy magistra inżyniera w specjalności elektrotechnika (1970, praca dyplomowa Tyrystorowa kaskada zaworowa do sterowania silnikiem klatkowym, specjalizacja automatyka napędów). W 1973 otrzymał stopień naukowy doktora nauk technicznych na podstawie rozprawy Sterowalność układów nieliniowych, obronionej na Wydziale Elektrycznym PW (promotor Tadeusz Kaczorek), a w 1990 habilitował się tamże na podstawie pracy Ocena właściwości dynamicznych obiektu regulacji na podstawie analizy wyników identyfikacji statystycznej. 12 marca 2003 uzyskał tytuł profesora nauk technicznych.
W trakcie studiów na Politechnice Warszawskiej podjął równoległe studia zaoczne na Wydziale Matematyki i Mechaniki Uniwersytetu Warszawskiego i zakończył je po sześciu semestrach w 1972. W 1973 podjął pracę w Instytucie Automatyki Przemysłowej Wydziału Mechaniki Precyzyjnej Politechniki Warszawskiej. W 1979 uzyskał stanowisko profesora nadzwyczajnego PW. Od 1996 kierownik Zakładu Urządzeń Wykonawczych Automatyki i Robotyki w Instytucie Automatyki i Robotyki Wydziału Mechatroniki Politechniki Warszawskiej. Wraz z kierowanym przez siebie zespołem uczestniczył m.in. w programie „Polskie Sztuczne Serce 2007–2012”, koordynowanym przez Fundację Rozwoju Kardiochirurgii im. prof. Zbigniewa Religi. Członek zespołu redakcyjnego czasopisma „Pomiary Automatyka Robotyka PAR”.
W 2005 został odznaczony Złotym Krzyżem Zasługi. 